# Старк (Канзас)
Старк (англ. Stark) — місто (англ. city) в США, в окрузі Ніошо штату Канзас. Населення — 69 осіб (2020).

## Географія
Старк розташований за координатами 37°41′23″ пн. ш. 95°8′38″ зх. д. / 37.68972° пн. ш. 95.14389° зх. д. (37.689646, -95.143799).  За даними Бюро перепису населення США в 2010 році місто мало площу 0,45 км², уся площа — суходіл. В 2017 році площа становила 0,43 км², уся площа — суходіл.

## Демографія
Згідно з переписом 2010 року, у місті мешкали 72 особи в 39 домогосподарствах у складі 25 родин. Густота населення становила 160 осіб/км².  Було 48 помешкань (106/км²).
Расовий склад населення:
| - 100,0 % — білих |

До двох чи більше рас належало 0,0 %. Частка іспаномовних становила 0,0 % від усіх жителів.
За віковим діапазоном населення розподілялося таким чином: 8,3 % — особи молодші 18 років, 65,3 % — особи у віці 18—64 років, 26,4 % — особи у віці 65 років та старші. Медіана віку мешканця становила 54,3 року. На 100 осіб жіночої статі у місті припадало 118,2 чоловіків;  на 100 жінок у віці від 18 років та старших — 120,0 чоловіків також старших 18 років.
Середній дохід на одне домашнє господарство  становив 39 714 долари США (медіана — 23 000), а середній дохід на одну сім'ю — 54 700 доларів (медіана — 57 500). За межею бідності перебувало 25,9 % осіб, у тому числі 47,1 % дітей у віці до 18 років та 0,0 % осіб у віці 65 років та старших.
Цивільне працевлаштоване населення становило 47 осіб. Основні галузі зайнятості: освіта, охорона здоров'я та соціальна допомога — 34,0 %, виробництво — 14,9 %, сільське господарство, лісництво, риболовля — 8,5 %, роздрібна торгівля — 6,4 %.